# 平成26年台風第23号
平成26年台風第23号（へいせい26ねんたいふうだい23ごう、アジア名：Jangmi、命名：韓国、意味：バラ、フィリピン名：Seniang）は2014年（平成26年）12月29日に発生した台風。

## 概要

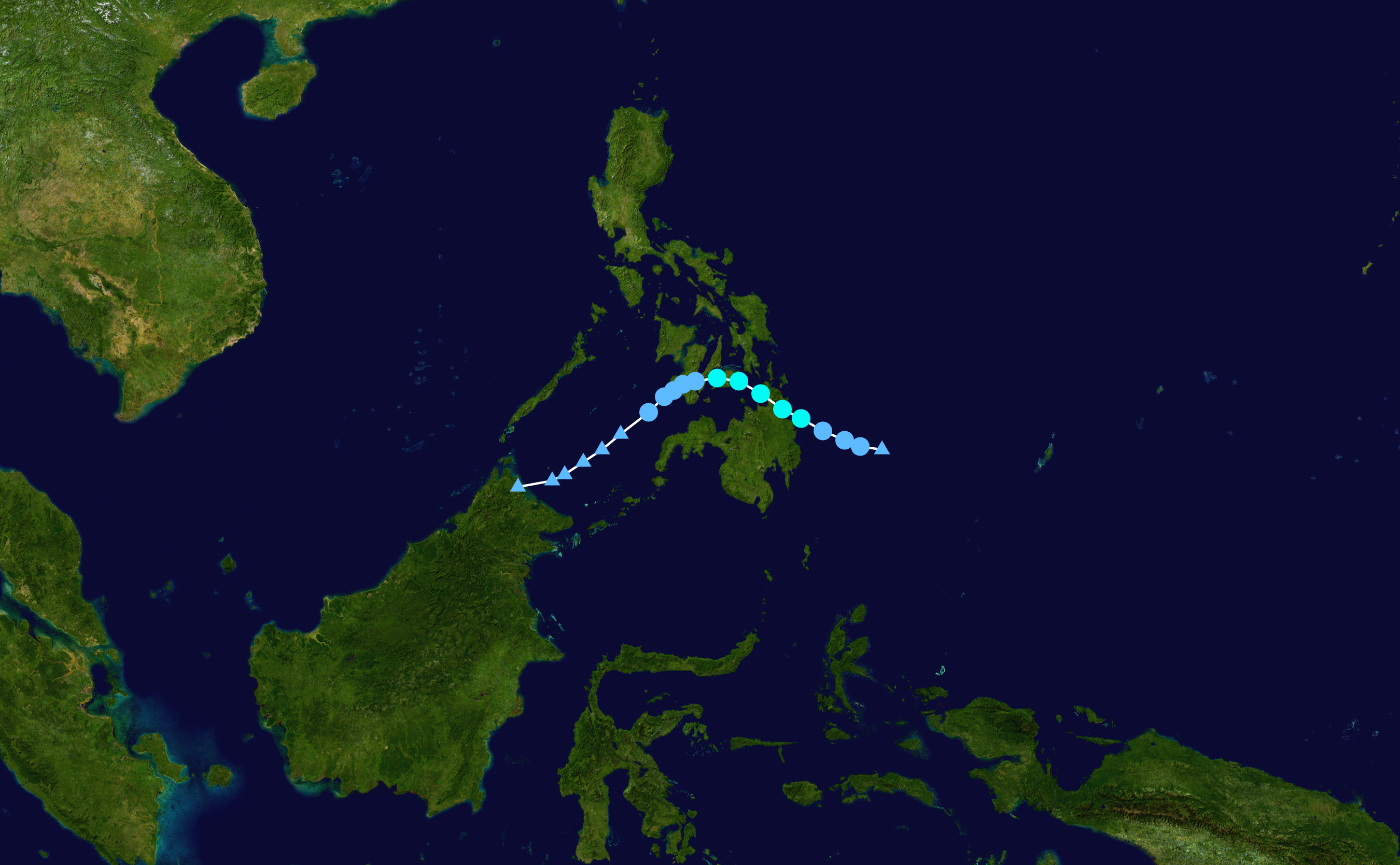
進路図

12月26日にパラオの北西で熱帯撹乱の形成が始まり、27日には熱帯低気圧へと成長、合同台風警報センター（JTWC）によって熱帯低気圧番号23Wが与えられた。西進した23Wはフィリピンの観測域に達し、28日にフィリピン大気物理天文局（PAGASA）はフィリピン名シニエン（Seniang）と命名。23Wは29日9時（協定世界時29日0時）にフィリピンの北緯8度55分、東経126度05分で台風となり、アジア名チャンミー（Jangmi）と命名された。
暴風域を持たずにゆっくりとした速度で西進した台風は29日にミンダナオ島に上陸してフィリピンを横断、30日にはスールー海に達したのちに進路を南寄りに変え、同日21時（協定世界時30日12時）にスールー海の北緯7度、東経120度で熱帯低気圧になった。
この台風は、発生日時が（一年の中で）統計開始以降2番目に遅い台風となった。
| 順位 | 名称               | 国際名 | 発生日時            |
| ---- | ------------------ | ------ | ------------------- |
| 1    | 平成12年台風第23号 | Soulik | 2000年12月30日 9時  |
| 2    | 平成26年台風第23号 | Jangmi | 2014年12月28日 21時 |
| 3    | 昭和27年台風第27号 | Hester | 1952年12月28日 9時  |
| 4    | 平成13年台風第26号 | Vamei  | 2001年12月27日 9時  |
| 5    | 昭和50年台風第21号 | ‐      | 1975年12月26日 21時 |
| 6    | 昭和41年台風第35号 | Pamela | 1966年12月26日 9時  |
| 6    | 平成7年台風第23号  | Dan    | 1995年12月26日 9時  |
| 8    | 平成5年台風第28号  | Nell   | 1993年12月25日 9時  |
| 8    | 平成24年台風第25号 | Wukong | 2012年12月25日9時   |
| 10   | 昭和29年台風第23号 | ‐      | 1954年12月24日 15時 |

## 影響
台風の接近に伴い、レベル1から2の暴風雨警報 (PSWS)（Public Storm Warning Signal）がミンダナオ島やヴィサヤ諸島、ルソン島に発令された。台風の接近に伴い、29日から航空便や船舶の欠航が相次いだ。また、30日にはパナイ島のカリボ国際空港でエアアジア・ゼストの旅客機が滑走路をオーバーランする事故が発生している。
2015年1月10日までの集計では洪水や地すべりなどによって66名が死亡、43名が負傷、6名が行方不明、家屋の全壊610棟・半壊2,687棟となっており、約58万人が台風の影響を受けた。